# أندرو تشارلز إليوت
أندرو تشارلز إليوت هو محامي وسياسي كندي، ولد في 22 يونيو 1829 في جزيرة أيرلندا في المملكة المتحدة، وتوفي في 9 أبريل 1889 في سان فرانسيسكو في الولايات المتحدة. انتخب Premier of British Columbia ‏ (1 فبراير 1876 – 11 فبراير 1878).